# Ryan Ochoa

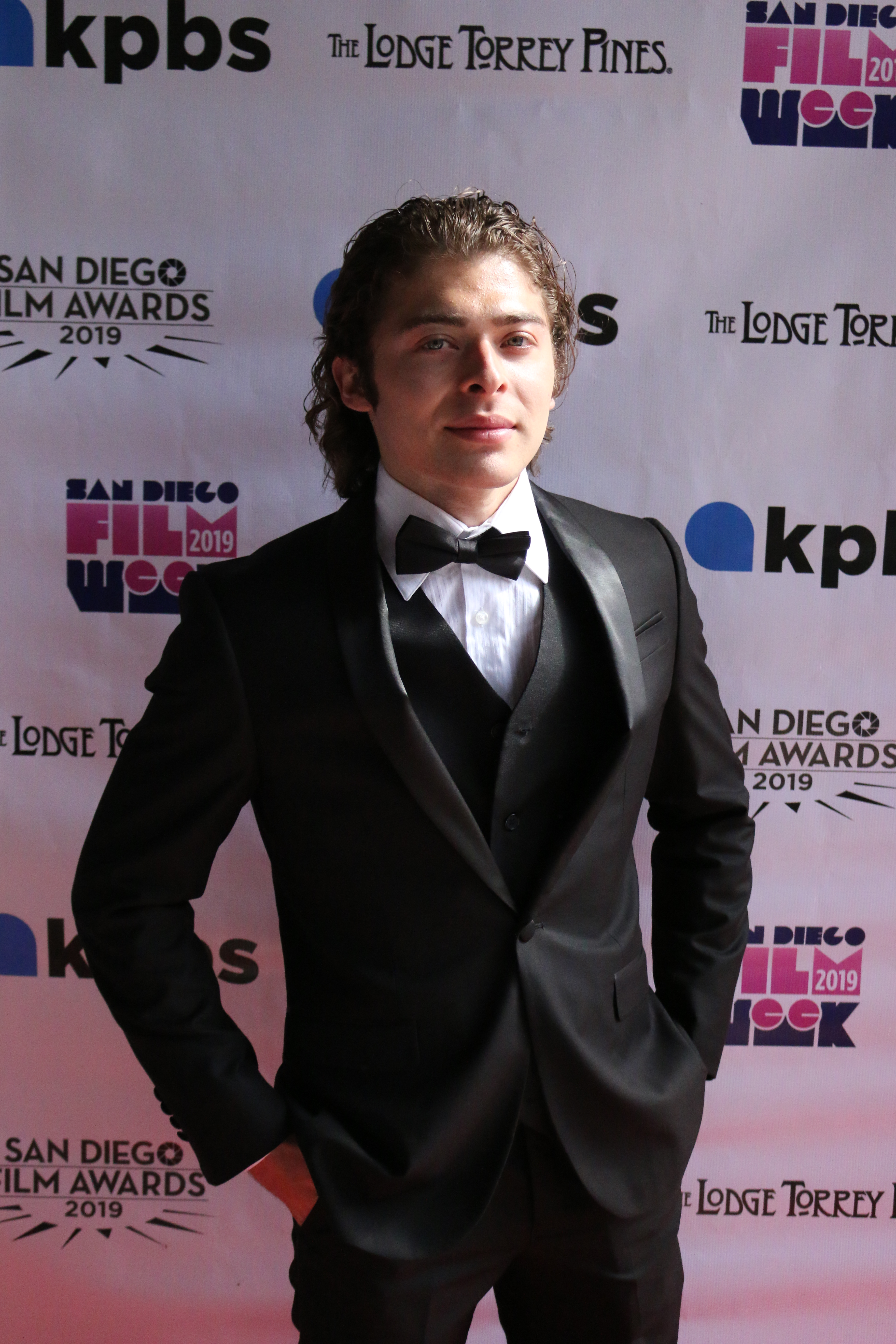
Ryan Ocho bei den San Diego Film Awards (2019)

Ryan Ochoa (* 17. Mai 1996 in San Diego, Kalifornien) ist ein US-amerikanischer Schauspieler und Synchronsprecher, der vor allem durch Auftritte in verschiedenen amerikanischen Kinder- und Jugendserien Bekanntheit erlangte.

## Leben
Der in San Diego geborene Ochoa hatte seinen ersten Filmauftritt in der weniger erfolgreichen TV-Produktion Nostalgia, in der er im Jahre 2007 eine Nebenrolle innehatte. Im darauffolgenden Jahr folgten weitere Filmauftritte wie im Kurzfilm Parental Guidance sowie in der Kinoproduktion Sieben Leben, wo er an der Seite von Schauspielgrößen wie Will Smith, Rosario Dawson oder Woody Harrelson zu sehen war. Daneben wurde er ab demselben Jahre einem breiteren und vor allem jungen Publikum durch seine wiederkehrende Rolle als Chuck Chambers in der US-Kinder- und Jugendserie iCarly bekannt, in der er in fünf Episoden auftrat.
Im Jahr darauf war Ochoa im Film The Perfect Game zu sehen, wo er unter anderem mit Jake T. Austin, Clifton Collins Jr. und Moisés Arias zusammenarbeitete. Außerdem übernahm er im selben Jahre seine erste Sprechrolle in einem Animationsfilm, als er in Disneys Eine Weihnachtsgeschichte gleich mehrere Charaktere synchronisierte. 2010 bekam Ochoa schließlich eine der Hauptrollen in der Disney-XD-Produktion Pair of Kings – Die Königsbrüder, wo er als ein Hauptdarsteller in allen drei Staffeln der Serie zu sehen war. 2010 war er auch in einer Folge von Zeke und Luther zu sehen, 2011 folgte Milo und Mars. Weiter war geplant, dass der junge Schauspieler in dem Animationsfilm Calling All Robots als Synchronsprecher zu hören ist. Die Produktion des Filmes wurde jedoch nicht beendet.
Seine jüngeren Brüder Raymond Ochoa (* 2001) und Robert Ochoa (* 1998) sind ebenfalls als Schauspieler aktiv, wobei sein jüngster Bruder bereits in mehreren namhaften Produktionen mitgewirkt hat.

## Filmografie
Filmauftritte (auch Kurzauftritte)
- 2007: Nostalgia
- 2008: Parental Guidance (Kurzfilm)
- 2008: Sieben Leben (Seven Pounds)
- 2009: The Perfect Game
- 2011: Milo und Mars (Mars Needs Moms!)
- 2014: R.L. Stine’s – Darf ich vorstellen – Meine Geisterfreundin (Mostly Ghostly: Have You Met My Ghoulfriend?)
- 2017: Campus Killer – Das Böse kehrt zurück (Del Playa)

Serienauftritte (auch Gast- und Kurzauftritte)
- 2008–2013: iCarly (5 Episoden)
- 2010: Zeke und Luther (Zeke and Luther) (1 Episode)
- 2010–2013: Pair of Kings – Die Königsbrüder (Pair of Kings)
- 2022: iCarly (1 Episode)
- 2025: Die Thundermans: Undercover (The Thundermans: Undercover, 1 Episode)

Synchronstimme in Film und Fernsehen
- 2009: Disneys Eine Weihnachtsgeschichte (A Christmas Carol)
- 2010: Batman: The Brave And The Bold (1 Episode)